# رأس الخضراء

تعديل مصدري - تعديل

رأس الخضراء هي إحدى حارات مدينة الرضمة بمحافظة إب، بلغ تعداد سكانها 349 نسمة حسب تعداد اليمن لعام 2004.